# Banks (Idaho)
Banks è un centro abitato e un census-designated place (CDP) degli Stati Uniti d'America, situato nella contea di Boise, nello stato dell'Idaho.